# Orphenadrin
Orphenadrin ist ein zentral wirksamer Arzneistoff, der die Skelettmuskulatur entspannt und damit zu den Muskelrelaxanzien zählt.
Orphenadrin gehört zur Klasse der H1-Antihistaminika und ist chemisch verwandt mit Diphenhydramin. Es wird angewendet zur symptomatischen Behandlung schmerzhafter Verspannungen der Skelettmuskulatur.

## Gewinnung
Orphenadrin kann durch Reaktion von 2-Methylbenzhydrylchlorid mit Dimethylaminoethanol gewonnen werden.

## Stereochemie
Orphenadrin enthält ein Stereozentrum und besteht aus zwei Enantiomeren. Hierbei handelt es sich um ein Racemat, also ein 1:1-Gemisch der (R)- und der (S)-Form:
| Enantiomere von Orphenadrin | Enantiomere von Orphenadrin |
| --------------------------- | --------------------------- |
| (R)-Orphenadrin             | (S)-Orphenadrin             |

## Geschichte
George Rieveschl leitete ein Forschungsprogramm für Antihistamine an der University of Cincinnati. 1943 synthetisierte Fred Huber, einer seiner Studenten, Diphenhydramin. Parke-Davis lizenzierte das Patent von George Rieveschl und stellte ihn ab 1947 als Forschungsleiter ein, wo er an der Entwicklung von Orphenadrin arbeitete.
Vor Amantadin und neueren Medikamenten wurde Orphenadrin in der Behandlung der Parkinson-Krankheit eingesetzt.

## Pharmakologie

### Wirkungsmechanismus
Orphenadrin führt durch die spezifische Blockierung des Förderzentrums in der Formatio reticularis tegmenti, bei gleichzeitigem Fehlen einer Blockierung des Hemmzentrums, zur Entspannung des pathologisch erhöhten Muskeltonus. Der normale Muskeltonus und die normale Beweglichkeit werden nicht beeinflusst. Die durch Muskelverspannung hervorgerufenen Schmerzen und die nachfolgende reflektorische Minderdurchblutung des Muskelgewebes werden durch Orphenadrin schnell beseitigt. Neben der skelettmuskelrelaxierenden Wirkung besitzt Orphenadrin geringe antihistaminische und lokalanästhetische sowie milde parasympathikolytische (anticholinerge) Eigenschaften, die sich beim Kaninchen in einer Hemmung der Speichelsekretion bemerkbar machen. Dieser Effekt ist jedoch 350-fach schwächer als bei Atropin. In Bezug auf eine mydriatische Aktivität wirkt Orphenadrin 250-fach geringer.

### Pharmakokinetik
Oral wird Orphenadrin aus dem Magen-Darm-Trakt resorbiert. 2 Stunden nach der Applikation werden maximale Plasmaspiegel erreicht. Die Wirkung der Reinsubstanz hält 4–6 Stunden an. Bei längerer Gabe stellen sich höhere Plasmaspiegel ein, die dem 2–3 fachen einer Einzeldosis entsprechen. Nach intravenöser Applikation wird das Maximum bereits 2 Minuten nach der Injektion festgestellt. Verteilungsstudien zeigen, dass 90–95 % der Substanz an Plasmaeiweiß gebunden wird.
Die Substanz wird weitgehend metabolisiert und vorwiegend über die Niere ausgeschieden.
Aktive Metaboliten sind N-Demethylorphenadrin und N,N-Didemethylorphenadrin.
Die Bioverfügbarkeit beträgt zwischen 80 und 90 %. Die Plasmahalbwertszeit beträgt zwischen 13 und 20 Stunden.

### Gegenanzeigen
Bei Myasthenia gravis und von Kindern unter 16 Jahren sollte Orphenadrin nicht eingenommen werden. Patienten mit einem Engwinkelglaukom oder Prostatabeschwerden sollten auf Orphenadrin verzichten, da es diese verstärkt. Auch bei Tachykardie oder Megacolon ist Vorsicht geboten. Es ist nicht bekannt, ob Orphenadrin in die Muttermilch übergeht, daher darf es in der Stillzeit nur nach strenger Abwägung angewendet werden.

### Nebenwirkungen
Einige der Nebenwirkungen des Orphenadrins sind auf dessen anticholinerge Wirkung zurückzuführen.
Häufig
Müdigkeit, Schwindel, Sehstörungen, Übelkeit, Brechreiz.
Gelegentlich
Euphorie, Nervosität, Angst, Schlafstörungen, Verwirrtheit, Depression, emotionale Labilität, Kopfschmerzen, Muskelzittern, Schluck- und Sprachstörungen, Beeinträchtigung des Denkvermögens, Appetit- und Geschmacksstörungen, trockene Augen, Rhinitis, Brustschmerzen, Bauchschmerzen, Mundtrockenheit, Obstipation, Diarrhö, Exanthem, Harnverhalt, Harninkontinenz, Unbehagen, Beinschwäche.

### Wechselwirkungen
Amantadin, Chinidin, MAO-Hemmer und trizyklische Antidepressiva können die anticholinerge Wirkung verstärken. Die Antiparkinsonwirkung von L-Dopa kann durch Orphenadrin verstärkt werden. Gleichzeitige Einnahme von Chlorpromazin erhöht die Gefahr einer Hypothermie.
Weitere Wechselwirkungen von Orphenadrincitrat werden mit Dextropropoxyphen und Thyroxin beschrieben.

## Handelsnamen
Orphenadrin wird häufig mit Paracetamol und Diclofenac kombiniert. Seltener mit Celecoxib oder Mefenaminsäure
MonopräparateNorflex (D), Disipal (I)
Kombinationspräparate
- mit Diclofenac: Neodolpasse (A, CZ)
- mit Paracetamol: Norgesic (A)

Orphenadrinhaltige Arzneimittel unterliegen in Deutschland und Österreich der Verschreibungspflicht.